# 毛里塔尼亚总理
毛里塔尼亚总理，是毛里塔尼亚伊斯兰共和国的政府首脑。
1958年毛里塔尼亚成为法兰西共同体的一个自治共和国，1960年11月28日毛里塔尼亚伊斯兰共和国宣布独立，并退出共同体。
1961年8月20日取消设立总理职位，1979年4月6日恢复设立总理职位。

## 毛里塔尼亚总理
| 任期                           | 照片                                       | 姓名                                                      | 政党                                                      | 备注                           |
| ------------------------------ | ------------------------------------------ | --------------------------------------------------------- | --------------------------------------------------------- | ------------------------------ |
| 毛里塔尼亚伊斯兰共和国         | 自治                                       | 自治                                                      | 自治                                                      | 自治                           |
| （毛里塔尼亚伊斯兰共和国）     |                                            |                                                           |                                                           |                                |
| 1957年5月21日－1958年7月16日   |                                            | 穆克塔尔·乌尔德·达达赫政府委员会副主席                    | 毛里塔尼亚进步联盟（UPM）                                 |                                |
| 1958年7月16日－1958年11月28日  | 穆克塔尔·乌尔德·达达赫政府委员会主席       |                                                           | 毛里塔尼亚进步联盟（UPM）                                 |                                |
| 1958年11月28日－1959年6月26日  | 穆克塔尔·乌尔德·达达赫临时政府委员会副主席 | 毛里塔尼亚进步联盟（UPM）/（PRM）/毛里塔尼亚人民党（PPM） |                                                           |                                |
| 1959年6月26日－1960年11月28日  | 穆克塔尔·乌尔德·达达赫总理                 | 毛里塔尼亚进步联盟（UPM）/（PRM）/毛里塔尼亚人民党（PPM） |                                                           |                                |
| 毛里塔尼亚伊斯兰共和国         | 从法国独立                                 | 从法国独立                                                | 从法国独立                                                | 从法国独立                     |
| （毛里塔尼亚伊斯兰共和国）     |                                            |                                                           |                                                           |                                |
| 1960年11月28日－1961年8月20日  |                                            | 穆克塔尔·乌尔德·达达赫总理                                | 毛里塔尼亚进步联盟（UPM）/（PRM）/毛里塔尼亚人民党（PPM） |                                |
| 1961年8月20日－1979年4月6日    | 职位取消                                   | 职位取消                                                  | 职位取消                                                  | 职位取消                       |
| 1979年4月6日－1979年5月27日    |                                            | 艾哈迈德·乌尔德·布塞夫总理                                | 军人                                                      | 在塞内加尔的一次飞机事故中丧生 |
| 1979年5月28日－1979年5月31日   |                                            | 艾哈迈德·萨利姆·乌尔德·西迪代总理                         |                                                           |                                |
| 1979年5月31日－1980年12月12日  |                                            | 穆罕默德·乌尔德·库纳·海德拉总理                           | 军人                                                      | 第1次                          |
| 1980年12月12日－1981年4月25日  |                                            | 西德·艾哈迈德·乌尔德·布塞夫总理                           | 无党派                                                    |                                |
| 1981年4月25日－1984年3月8日    |                                            | 马维亚·乌尔德·西德·艾哈迈德·塔亚总理                      | 军人                                                      | 第1次                          |
| 1984年3月8日－1984年12月12日   |                                            | 穆罕默德·乌尔德·库纳·海德拉总理                           | 军人                                                      | 第2次，政变下台                |
| 1984年12月12日－1992年4月18日  |                                            | 马维亚·乌尔德·西德·艾哈迈德·塔亚总理                      | 军人                                                      | 第2次                          |
| 1992年4月18日－1996年1月2日    |                                            | 西迪·穆罕默德·乌尔德·布巴卡尔总理                         | 争取民主与革新共和党（PRDS）                              | 第1次                          |
| 1996年1月2日－1997年12月18日   |                                            | 谢赫·阿维亚·乌尔德·穆罕默德·库纳总理                      | 争取民主与革新共和党（PRDS）                              | 第1次                          |
| 1997年12月18日－1998年11月16日 |                                            | 穆罕默德·勒米尼·乌尔德·桂吉总理                           | 争取民主与革新共和党（PRDS）                              |                                |
| 1998年11月16日－2003年7月6日   |                                            | 谢赫·阿维亚·乌尔德·穆罕默德·库纳总理                      | 争取民主与革新共和党（PRDS）                              | 第2次                          |
| 2003年7月6日－2005年8月7日     |                                            | 萨吉尔·乌尔德·穆巴拉克总理                                | 争取民主与革新共和党（PRDS）                              | 2005年毛里塔尼亚政变下台       |
| 2005年8月7日－2007年4月20日    |                                            | 西迪·穆罕默德·乌尔德·布巴卡尔总理                         | 争取民主与革新共和党（PRDS）                              | 第2次                          |
| 2007年4月20日－2008年5月6日    |                                            | 扎因·乌尔德·扎伊丹总理                                    | 无党派                                                    |                                |
| 2008年5月6日－2008年8月6日     |                                            | 叶海亚·乌尔德·艾哈迈德·瓦格夫总理                         | 民主发展民族协议党（ADIL）                                | 2008年毛里塔尼亚政变下台       |
| 2008年8月6日－2008年8月14日    |                                            | 穆罕默德·乌尔德·阿卜杜勒·阿齐兹毛里塔尼亚国务委员会主席   | 军人                                                      |                                |
| 2008年8月14日－2014年8月20日   |                                            | 穆拉耶·烏爾德·穆罕默德·拉格達夫总理                       | 无党派                                                    |                                |
| 2014年8月20日－2018年10月29日  |                                            | 葉海亞·烏爾德·哈達明总理                                  | 无党派                                                    |                                |
| 2018年10月29日－2019年8月3日   |                                            | 穆罕默德·薩利姆·烏爾德·巴希爾总理                         | 共和聯盟（UPR）                                           |                                |
| 2019年8月3日－2020年8月6日     |                                            | 伊斯梅爾·烏爾德·貝代·烏爾德·謝赫·西迪亞总理               | 共和聯盟                                                  |                                |
| 2020年8月6日－                 |                                            | 穆罕默德·比拉勒总理                                       | 共和聯盟                                                  |                                |

## 关联条目
- 毛里塔尼亚总统
- 毛里塔尼亚历史
- 毛里塔尼亚